# Sin fronteras
Sin fronteras  é o segundo álbum de estúdio da artista musical mexicana Dulce María. O seu lançamento ocorreu em 8 de abril de 2014 através da Universal Music Group. Finalizado em junho de 2013, o álbum tinha inicialmente a intenção de ser lançado ainda durante aquele ano, mas foi adiado para o ano seguinte. Produzido por Dudu Borges, Coti Sorokin, Carlos Lara, Daniel Betancourt, Jannette Chao, foi gravado durante sessões que ocorreram entre 2012 e 2013 em Madrid, Los Angeles e Cidade de México. Quatro das onze faixas presentes no álbum, contando com a edição brasileira, incluem a participação de outros cantores, sendo estes Julión Alvarez, Frankie J, Naty Botero, Pambo e Manu Gavassi. O título do álbum é inspirado em seu processo criativo, que contou com produtores e participações vocais de diferentes nacionalidades, além de ritmos diversos.
Descrito pela intérprete como um trabalho "diferente, energético e apaixonado", o álbum recebeu opiniões geralmente positivas da mídia especializada, com críticos notando sua diversidade sonora e maturidade lírica. Em termos comerciais, o material obteve um desempenho moderado. Nos Estados Unidos, entrou na Latin Pop Albums e na Latin Albums, ambas da Billboard, nas quais atingiu respectivamente a 6.ª e 40.ª posições. No México, atingiu o 3.º e  8.º lugares em duas paradas listadas na Asociación Mexicana de Productores de Fonogramas y Videogramas (AMPROFON), que elegeu-o como um dos melhores no ano de 2014.
De Sin fronteras foram retirados três singles. O primeiro deles, "Lágrimas", contou com a colaboração de Alvarez e foi lançado em 5 setembro de 2013. "Antes que ver el sol", foi lançada em 7 janeiro de 2014 como o segundo foco de promoção e alcançou a 21.ª colocação na tabela musical México Español Airplay, da Billboard.biz. O terceiro e derradeiro single, "O lo haces tú o lo hago yo", que também registrou entrada no periódico supracitado, onde conquistou o 27.º posto como melhor, foi lançado exclusivamente nas rádios. A divulgação do álbum se deu com a realização da Sin Fronteras On Tour, iniciada em julho de 2014, e com shows em países tais como Espanha, Brasil e México.

## Antecedentes
Em maio de 2010, após assinar um contrato com a gravadora Universal Music, Dulce María lançou seu primeiro single, "Inevitable", que resultou em seu primeiro extended play, Extranjera: Primera Parte (2010). O mesmo teve uma continuação, Extranjera: Segunda Parte, lançada no ano seguinte como uma sequela do citado. Esta teve como alvos de promoção "Ya No", uma versão cover e original da estadunidense Selena, e "Ingenua". Ainda em 2011, a cantora iniciou a sua primeira turnê musical, Extranjera On Tour, que serviu de divulgação para ambas as partes de seu disco de estreia. Em outubro de 2011, Dulce passa pelo Brasil e participa nos Meus Prêmios Nick, onde esteve nomeada na categoria "Artista Internacional" do ano, saindo como vencedora na mesma. Além do prêmio, recebeu um certificado de platina baseado nas vendas das duas partes de Extranjera, o que fez da cantora a primeira mexicana a receber tal certificação no Brasil.
Em 2012, foi lançado um EP com cinco canções, entre elas um remix de "Inevitable", com o DJ espanhol Juan Magán, e uma regravação de "Se Como Duele", original da cantora venezuelana Karina. Foi distribuído de forma limitada exclusivamente pela Movistar, que promoveu alguns concertos de Dulce no México. No mesmo ano, foi convidada pela Rede Record para fazer uma participação especial em cinco capítulos na telenovela brasileira Rebelde, onde interpretou ela mesma. Também ficou encarregada do tema principal da telenovela mexicana Último Año da MTV, "Es Un Drama". Em dezembro de 2012, Dulce María voltou ao Brasil e finalizou a turnê do seu primeiro trabalho solo, passando por Brasília, Rio de Janeiro e São Paulo.

## Desenvolvimento
Com o fim de 2012 e início de 2013, a cantora divulga que estava preparando seu segundo álbum de estúdio, que foi finalizado em junho daquele ano, com a previsão de ser lançado ainda em 2013, mas foi adiado para o ano seguinte. Nesse meio tempo, fez uma participação especial no melodrama Mentir Para Vivir, como Joaquina Barragán.
| “ | Estou muito contente, foram dois anos construindo o material. Estou muito emocionada pelo trabalho que se fez, pelas composições, pelas colaborações, todo o material que está no disco foi feito com muita dedicação e muito esforço pelo que reflete uma parte de mim, do meu coração e da minha história. | ” |

As sessões de gravação do disco ocorreram entre 2012 e 2013 em Madrid, Los Angeles e Cidade de México. Com o término de 2013, a cantora fez uma enquete por meio de redes sociais para escolher o nome do disco; o título com mais curtidas seria o nome do álbum, o qual foi Sin Fronteras — inspirado no processo de criação do disco e em sua diversidade sonora. Sua produção musical ficou a cargo do brasileiro Dudu Borges, do argentino Coti Sorokin, dos mexicanos Carlos Lara e Jannette Chao, e do equatoriano Daniel Betancourt. Dulce descreveu o álbum como "diferente, energético e apaixonado", acrescentando que com o material pretendia derrubar as fronteiras e lançar sua proposta a nível mundial.

## Divulgação
Turnê: Sin Fronteras World Tour
A cantora, para divulgar seu álbum, foi ao Brasil em março de 2014, onde se apresentou em vários programas de televisão. Foi a segunda entrevistada da semana de estreia do programa The Noite, com Danilo Gentili, que conquistou a liderança isolada na Grande São Paulo. Logo depois, Dulce participou ao lado de Valesca no programa Altas Horas da Rede Globo, além de ir no programa Agora É Tarde. A cantora também participou em vários programas nas rádios do Brasil, além de ir na Mix TV, onde conversou com seus fãs através da internet. Houve, também, apresentações em programas de televisão mexicanos, além de tardes de autógrafos tanto em solo mexicano quanto em outros países.

### Singles
"Lágrimas" foi lançada como o single carro-chefe do disco em 5 de setembro de 2013, em formato digital. Trata-se de uma regravação, cuja versão original é do cantor chileno Koko Stambuk, incluída em seu álbum de estreia, Valiente (2009). De início, tinha a previsão de ser lançada em 03 de setembro nas plataformas digitais e de streaming, mas, devido a problemas não informados, teve seu lançamento adiado para dois dias depois da data anunciada. Seu vídeo musical foi liberado no dia 05 de novembro de 2013 no canal oficial da cantora no YouTube. Gravada em dueto com Julión Alvarez, a canção recebeu duas nomeações e ganhou em ambas: "Mejor Colaboración" (Premios People en Español) e "Best Latin Collaboration Of The Year" (Latin Music Italian Awards).
"Antes Que Ver el Sol" tornou-se a segunda música de trabalho de Sin Fronteras em 7 de janeiro de 2014. Originalmente gravada pelo cantor argentino Coti Sorokin para seu álbum de estreia, Coti (2002), a faixa obteve um bom desempenho comercial, sendo listada em quatorze paradas mexicanas. Na México Español, da Billboard.biz, alcançou a 21.ª colocação. Também foi a 19.ª música pop mais tocada em território mexicano, de acordo com o Monitor Latino. Seu videoclipe foi lançado em 10 de fevereiro de 2014 e encena um dia romântico, em que a intérprete compartilha os melhores momentos de sua vida com um amor. Um versão da canção foi registada com a participação vocal da cantora brasileira Manu Gavassi — esta foi emitida digitalmente como um single promocional para o Brasil. De modo exclusivo para os fãs brasileiros, Dulce disponibilizou um vídeo com as letras da obra.
"O Lo Haces Tú o Lo Hago Yo" foi selecionada como terceiro e último foco de promoção em 28 de maio de 2014, sendo lançado somente nas rádios. A escolha da canção como música de divulgação de Sin Fronteras se deu com sugestões de fãs de Dulce María nas redes sociais; algo que ocorreu principalmente no Twitter, por meio da conta oficial da artista. Seu anúncio foi apresentado pela cantora durante um showcase no México para divulgação do disco, no dia 21 de maio de 2014. Comercialmente, o single não conseguiu fazer nenhum impacto significativo, obtendo desempenho moderado e sendo listada apenas no México, onde alcançou o 27.º lugar na México Español. No Monitor Latino, chegou ao 116.º do posto geral, enquanto se posicionou no número #37 entre as canções pop mais executadas. Um vídeo musical para a música foi lançado em 19 de setembro de 2014.

## Recepção crítica e reconhecimento
| Críticas profissionais | Críticas profissionais |
| Avaliações da crítica  | Avaliações da crítica  |
| Fonte                  | Avaliação              |
| ---------------------- | ---------------------- |
| Busterz                | (62/100)               |
| SivesTV                | (positiva)             |

Leo Almeida, do Busterz, deu ao álbum 62 de 100 pontos, descrevendo-o como "mais maduro, com boas letras, ótimas melodias e duetos bem encaixados." Acrescentando: "Nele vemos uma Dulce María olhando para o futuro, mas mantendo seus princípios musicais, construindo uma própria sonoridade e uma nova forma de interpretar suas músicas. Um álbum que apesar de não ser uma obra-prima ou algo parecido, é divertido, alegre, com cada uma das onze faixas possuindo algo a dizer." O SivesTV disse que Sin Fronteras é "brilhante, maduro, imprescindível, moderno, impossível de classificar: Perfeito."
Em 2014, Sin Fronteras foi eleito pela Asociación Mexicana de Productores de Fonogramas y Videogramas (AMPROFON) como um dos melhores daquele ano.

## Lista de faixas
A edição padrão de Sin Fronteras teve ao todo 11 faixas em seu alinhamento. "Antes Que Ver El Sol" (regravada com a participação de Manu Gavassi) foi incluída como uma faixa bônus da edição lançada somente no Brasil. Na loja digital iTunes, o álbum contou com a faixa bônus "En Contra".
| Sin Fronteras – Edição padrão |                                                       |                                              |                 |         |  |
| N.º                           | Título                                                | Compositor(es)                               | Produtor(es)    | Duração |  |
| 1.                            | "Si tú Supieras"                                      | Dulce María Alvaro De La Madrid Pambo        | Dudu Borges     | 2:32    |  |
| 2.                            | "Lágrimas" (participação de Julión Álvarez)           | Koko Stambuk                                 | Borges          | 3:20    |  |
| 3.                            | "Antes Que Ver el Sol"                                | Coti Sorokin                                 | Sorokin         | 3:31    |  |
| 4.                            | "Te Quedarás" (com Frankie J)                         | Claudia Brant Sorokin                        | Sorokin         | 3:45    |  |
| 5.                            | "Corazón en Pausa"                                    | Brant Sorokin                                | Sorokin         | 3:28    |  |
| 6.                            | "Después de Hoy"                                      | Francisco Oroz Diego Ortega Dahiu Rosenblatt | Carlos Lara     | 2:57    |  |
| 7.                            | "Yo Sí Queria"                                        | María José Luis Roma                         | Lara            | 4:05    |  |
| 8.                            | "Cementerio de los Corazones Rotos"                   | María Juan Carlos Moguel Rosenblatt          | Lara            | 3:02    |  |
| 9.                            | "O Lo Haces Tú o Lo Hago Yo"                          | María Oroz Rosenblatt                        | Lara            | 3:03    |  |
| 10.                           | "Girando en un Tacón"                                 | Daniel Betancourt Jannette Chao              | Betancourt Chao | 3:09    |  |
| 11.                           | "Shots de Amor" (participação de Naty Botero e Pambo) | María Xuan Long Moguel                       | Lara            | 3:10    |  |
| Duração total:                | Duração total:                                        | Duração total:                               | Duração total:  | 36:02   |  |

| Sin Fronteras – Faixas bônus da edição brasileira |                                                       |                |                |         |  |
| N.º                                               | Título                                                | Compositor(es) | Produtor(es)   | Duração |  |
| 3.                                                | "Antes Que Ver el Sol" (participação de Manu Gavassi) | Sorokin        | Sorokin        | 3:32    |  |
| 12.                                               | "Antes Que Ver el Sol"                                | Sorokin        | Sorokin        | 3:31    |  |
| Duração total:                                    | Duração total:                                        | Duração total: | Duração total: | 39:43   |  |

| Sin Fronteras – Faixas bônus para iTunes Store |                                                       |                |                |         |  |
| N.º                                            | Título                                                | Compositor(es) | Produtor(es)   | Duração |  |
| 12.                                            | "Antes Que Ver el Sol" (participação de Manu Gavassi) | Sorokin        | Sorokin        | 3:32    |  |
| 13.                                            | "En Contra"                                           | Malakai        | Axel Dupeyron  | 3:16    |  |
| Duração total:                                 | Duração total:                                        | Duração total: | Duração total: | 42:59   |  |

## Desempenho nas tabelas musicais
| Tabelas musicais (2014)                     | Melhor posição |
| ------------------------------------------- | -------------- |
| Estados Unidos (Billboard Latin Pop Albums) | 6              |
| Estados Unidos (Billboard Top Latin Albums) | 40             |
| México (Amprofon Top 20)                    | 3              |
| México (Amprofon Top 100)                   | 8              |

## Histórico de lançamento
| País           | Data                | Formato                     | Editora         |
| -------------- | ------------------- | --------------------------- | --------------- |
| Mundo          | 8 de Abril de 2014  | Download digital, Streaming | Universal Music |
| Estados Unidos | 8 de Abril de 2014  | CD                          | Universal Music |
| México         | 8 de Abril de 2014  | CD                          | Universal Music |
| Costa Rica     | 13 de Abril de 2014 | CD                          | Universal Music |
| Colômbia       | 6 de Maio de 2014   | CD                          | Universal Music |
| Guatemala      | 7 de Maio de 2014   | CD                          | Universal Music |
| Panamá         | 15 de Maio de 2014  | CD                          | Universal Music |
| Equador        | 23 de Maio de 2014  | CD                          | Universal Music |
| Brasil         | 26 de Maio de 2014  | CD                          | Universal Music |
| Peru           | 9 de Junho de 2014  | CD                          | Universal Music |
| Polônia        | 8 de Julho de 2014  | CD                          | Universal Music |

## Prêmios e indicações
| Ano  | Premio                    | Recipiente                   | Categoria                  | Resultado |
| ---- | ------------------------- | ---------------------------- | -------------------------- | --------- |
| 2013 | Premios People en Español | "Lágrimas"                   | Mejor Colaboración Del Año | Venceu    |
| 2015 | Kids Choice Awards México | "O Lo Haces Tú o Lo Hago Yo" | Canción Favorita           | Venceu    |
| 2015 | MTV Millennials Awards    | "O Lo Haces Tú o Lo Hago Yo" | Hit del Año                | Indicado  |